# Représentations diplomatiques du Venezuela

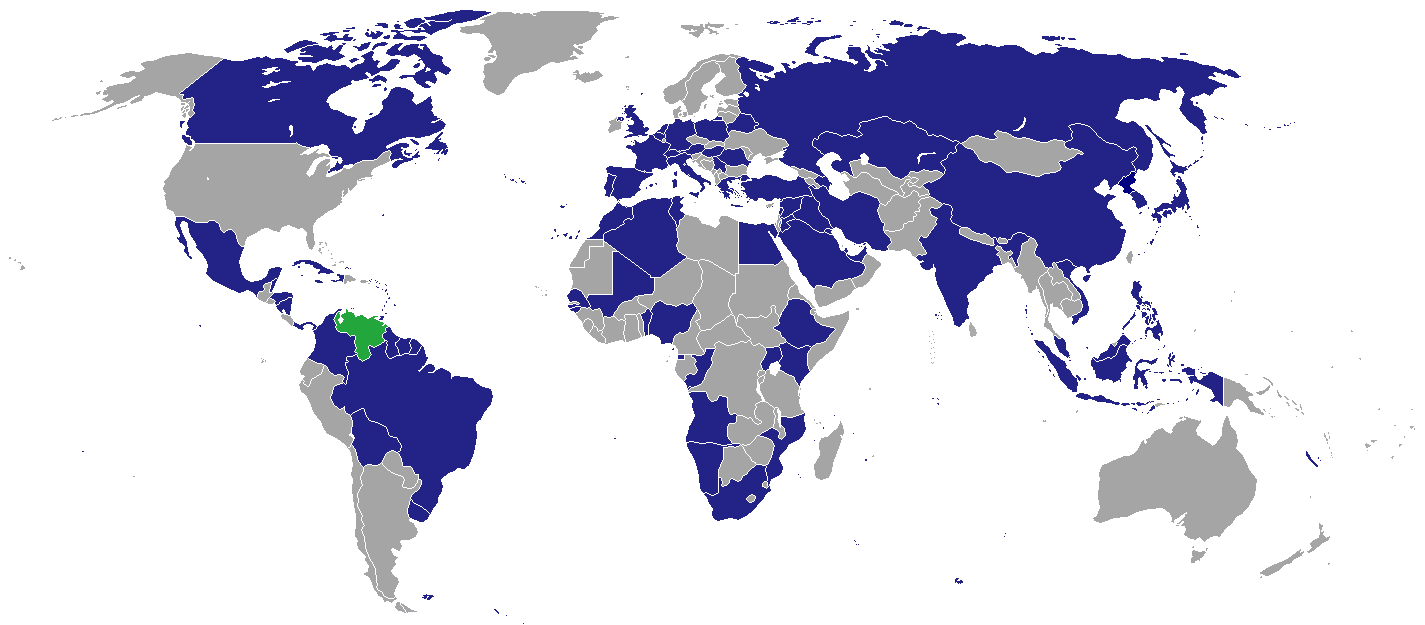
Représentations diplomatiques du Venezuela.

Voici les représentations diplomatiques du Venezuela à l'étranger:

## Afrique
- Afrique du Sud
  - Pretoria (ambassade)
- Algérie
  - Alger (ambassade)
- Angola
  - Luanda (ambassade)
- Bénin
  - Cotonou (ambassade)
- République du Congo
  - Brazzaville (ambassade)
- Égypte
  - Le Caire (ambassade)
- Éthiopie
  - Addis Ababa (ambassade)
- Guinée équatoriale
  - Malabo (ambassade)
- Kenya
  - Nairobi (ambassade)
- Mali
  - Bamako (ambassade)
- Maroc
  - Rabat (ambassade)
- Mozambique
  - Maputo (ambassade)
- Namibie
  - Windhoek (ambassade)
- Nigeria
  - Abuja (ambassade)
- Ouganda
  - Kampala (ambassade)
- Sénégal
  - Dakar (ambassade)
- Soudan
  - Khartoum (ambassade)
- Tunisie
  - Tunis (ambassade)

## Amérique
- Antigua-et-Barbuda
  - Saint John's (ambassade)
- Barbade
  - Bridgetown (ambassade)
- Belize
  - Belmopan (ambassade)
- Bolivie
  - La Paz (ambassade)
- Brésil
  - Brasília (ambassade)
- Canada
  - Ottawa (ambassade)
- Colombie
  - Bogota (ambassade)
  - Arauca (consulat général)
  - Barranquilla (consulat général)
  - Bucaramanga (consulat général)
  - Carthagène des Indes (consulat général)
  - Cúcuta (consulat général)
  - Medellín (consulat général)
  - Puerto Carreño (consulat général)
  - Riohacha (consulat général)
- Cuba
  - La Havane (ambassade)
- Dominique
  - Roseau (ambassade)
- Grenade
  - Saint-Georges (ambassade)
- Guyana
  - Georgetown (ambassade)
- Haïti
  - Port-au-Prince (ambassade)
- Honduras
  - Tegucigalpa (ambassade)
- Jamaïque
  - Kingston (ambassade)
- Mexique
  - Mexico (ambassade)
- Nicaragua
  - Managua (ambassade)
- Saint-Christophe-et-Niévès
  - Basseterre (ambassade)
- Saint-Vincent-et-les-Grenadines
  - Kingstown (ambassade)
- Sainte-Lucie
  - Castries (ambassade)
- Suriname
  - Paramaribo (ambassade)
- Trinité-et-Tobago
  - Port-d'Espagne (ambassade)

## Asie
- Arabie saoudite
  - Riyad (ambassade)
- Azerbaïdjan
  - Bakou (ambassade)
- Chine
  - Pékin (ambassade)
  - Hong Kong (consulat général)
  - Shanghai (consulat général)
- Corée du Sud
  - Séoul (ambassade)
- Émirats arabes unis
  - Abou Dabi (ambassade)
- Inde
  - New Delhi (ambassade)
- Indonésie
  - Jakarta (ambassade)
- Irak
  - Bagdad (ambassade)
- Iran
  - Téhéran (ambassade)
- Japon
  - Tokyo (ambassade)
- Jordanie
  - Amman (ambassade)
- Kazakhstan
  - Noursoultan (ambassade)
- Koweït
  - Koweït ville (ambassade)
- Liban
  - Beyrouth (ambassade)
- Malaisie
  - Kuala Lumpur (ambassade)
- Palestine
  - Ramallah (bureau de représentation)
- Philippines
  - Manille (ambassade)
- Qatar
  - Doha (ambassade)
- Singapour
  - Singapour (ambassade)
- Syrie
  - Damas (ambassade)
- Turquie
  - Ankara (ambassade)
  - Istanbul (consulat général)
- Viêt Nam
  - Hanoi (ambassade)

## Europe
- Allemagne
  - Berlin (ambassade)
  - Francfort (consulat général)
- Autriche
  - Vienne (ambassade)
- Belgique
  - Bruxelles (ambassade)
- Biélorussie
  - Minsk (ambassade)
- Chypre
  - Nicosie (ambassade)
- Espagne
  - Madrid (ambassade)
  - Madrid (consulat général)
  - Barcelone (consulat général)
  - Bilbao (consulat général)
  - Santa Cruz de Tenerife (consulat général)
  - Vigo (consulat général)
- France
  - Paris (ambassade)
  - Paris (consulat général)
- Grèce
  - Athènes (ambassade)
- Hongrie
  - Budapest (ambassade)
- Italie
  - Rome (ambassade)
  - Milan (consulat général)
  - Naples (consulat général)
- Norvège
  - Oslo (ambassade)
- Pays-Bas
  - La Haye (ambassade)
  - Oranjestad (consulat général)
  - Willemstad (consulat général)
- Pologne
  - Varsovie (ambassade)
- Portugal
  - Lisbonne (ambassade)
  - Funchal (consulat général)
- Roumanie
  - Bucarest (ambassade)
- Royaume-Uni
  - Londres (ambassade)
  - Londres (consulat général)
- Russie
  - Moscou (ambassade)
- Serbie
  - Belgrade (ambassade)
- Suisse
  - Berne (ambassade)
- Vatican
  - Rome (ambassade)

## Océanie
- Australie
  - Canberra (ambassade)

## Organisations internationales
- Addis-Abeba (mission permanente auprès de l'Union africaine)
- Bruxelles (mission permanente auprès de l'Union européenne)
- Genève (mission permanente auprès de l'Organisation des Nations unies)
- Montevideo (missions permanentes auprès de l'ALADI et du MERCOSUR)
- Nairobi (mission permanente auprès de l'Organisation des Nations unies)
- New York (mission permanente auprès de l'Organisation des Nations unies)
- Paris (mission permanente auprès de l'UNESCO)
- Rome (mission permanente auprès de l'Organisation des Nations unies pour l'alimentation et l'agriculture)
- Washington (mission permanente auprès de l'Organisation des États américains)

## Galerie

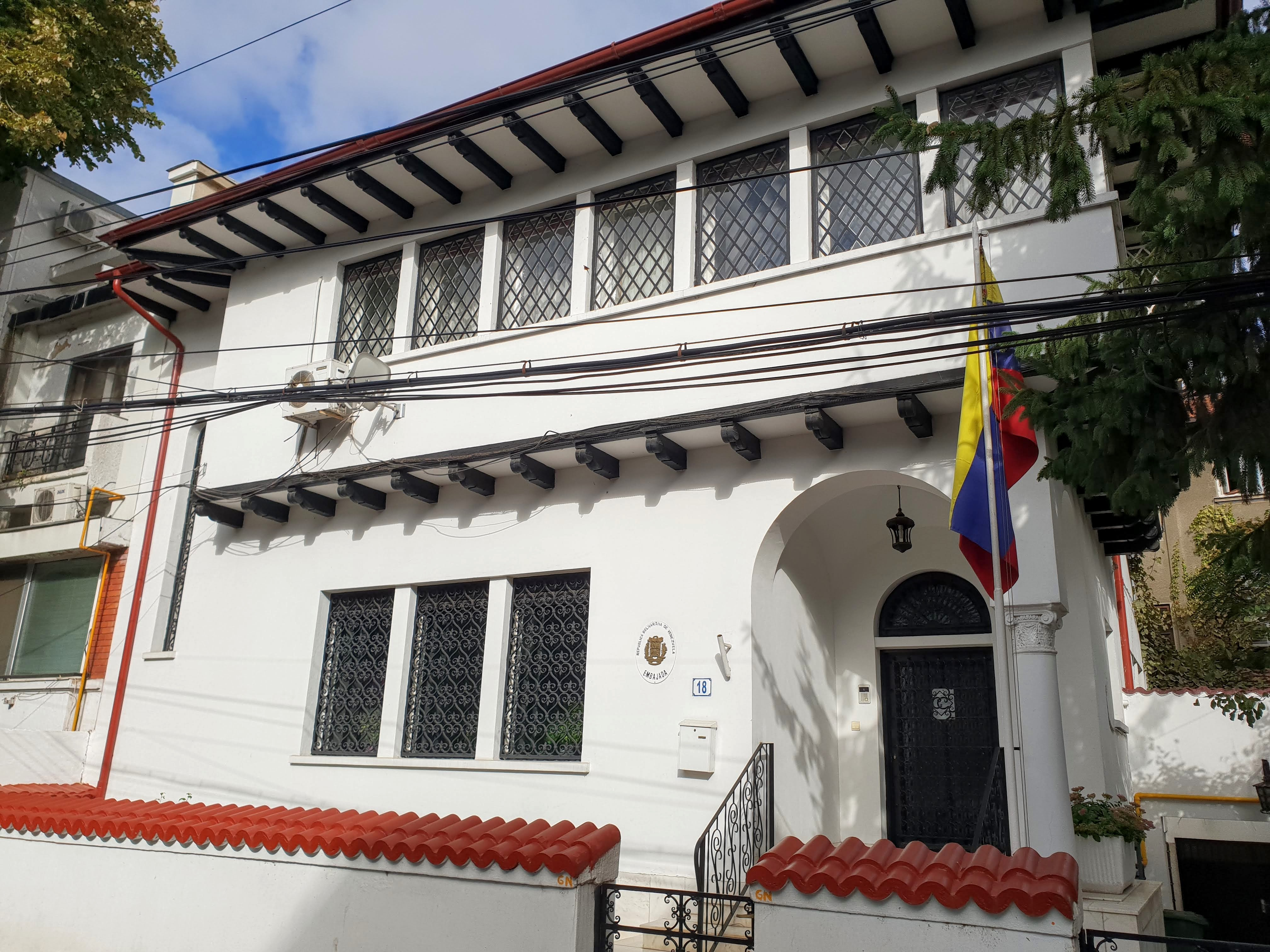
Ambassade à Bucarest.
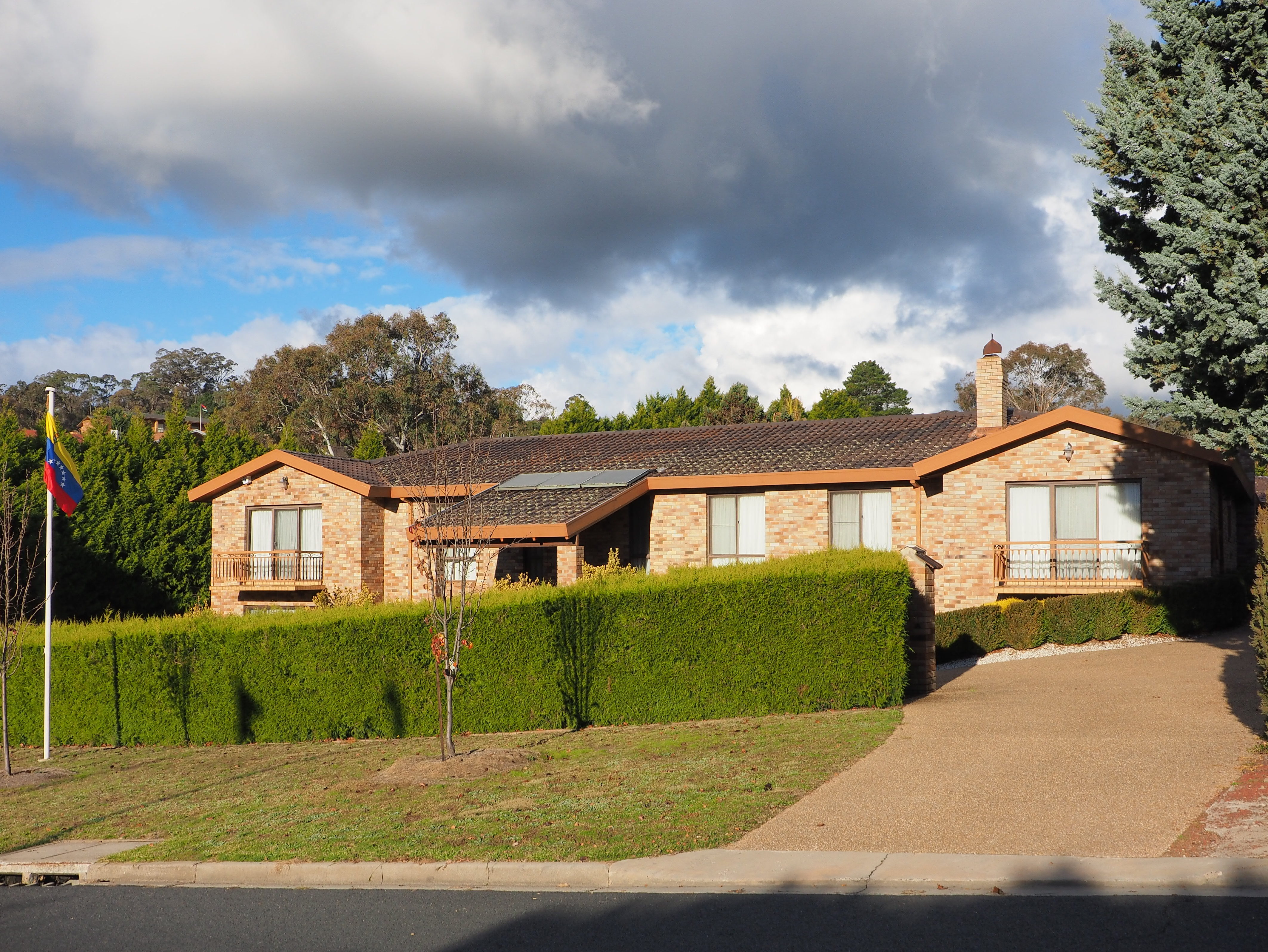
Ambassade à Canberra.
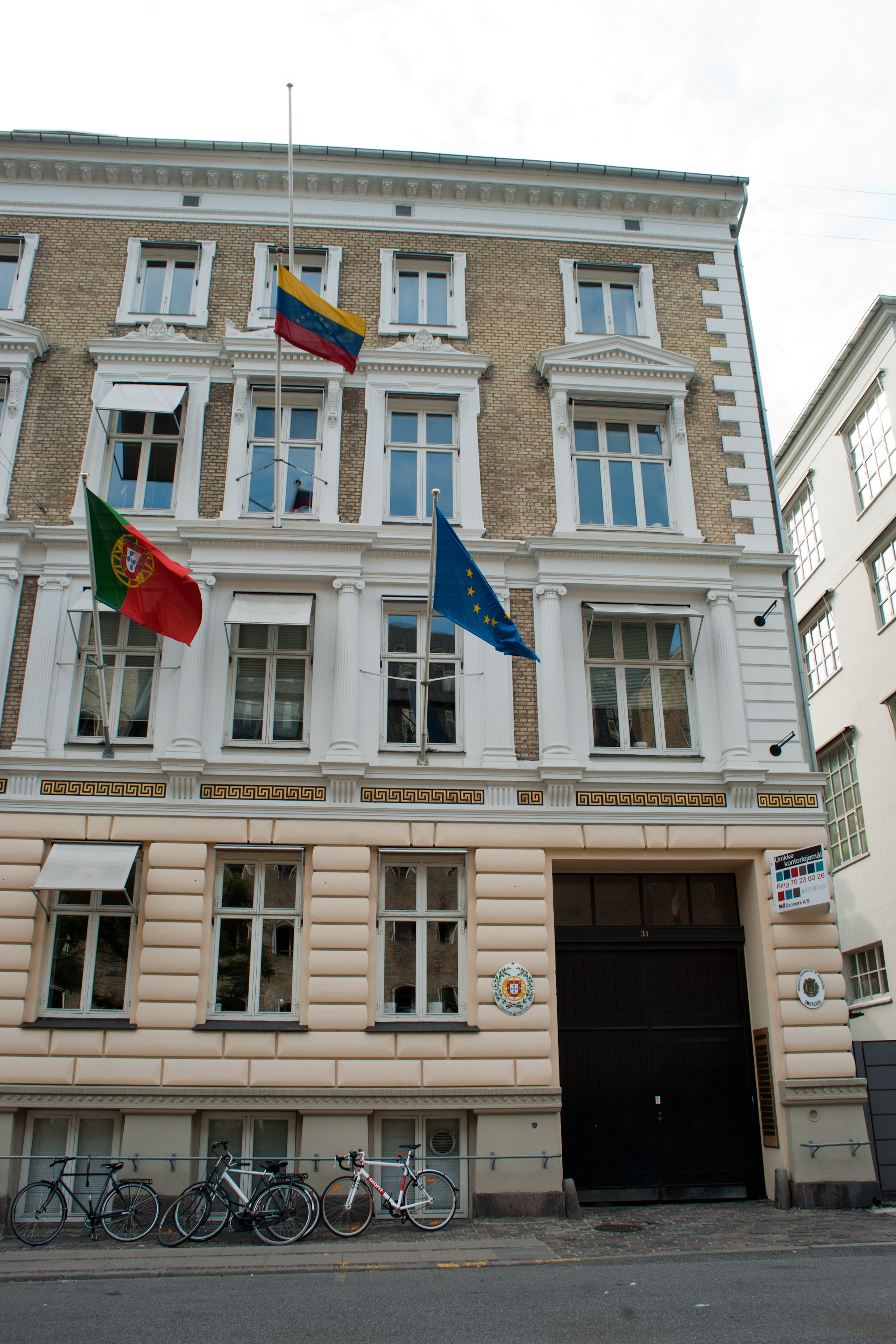
Ambassade à Copenhague.
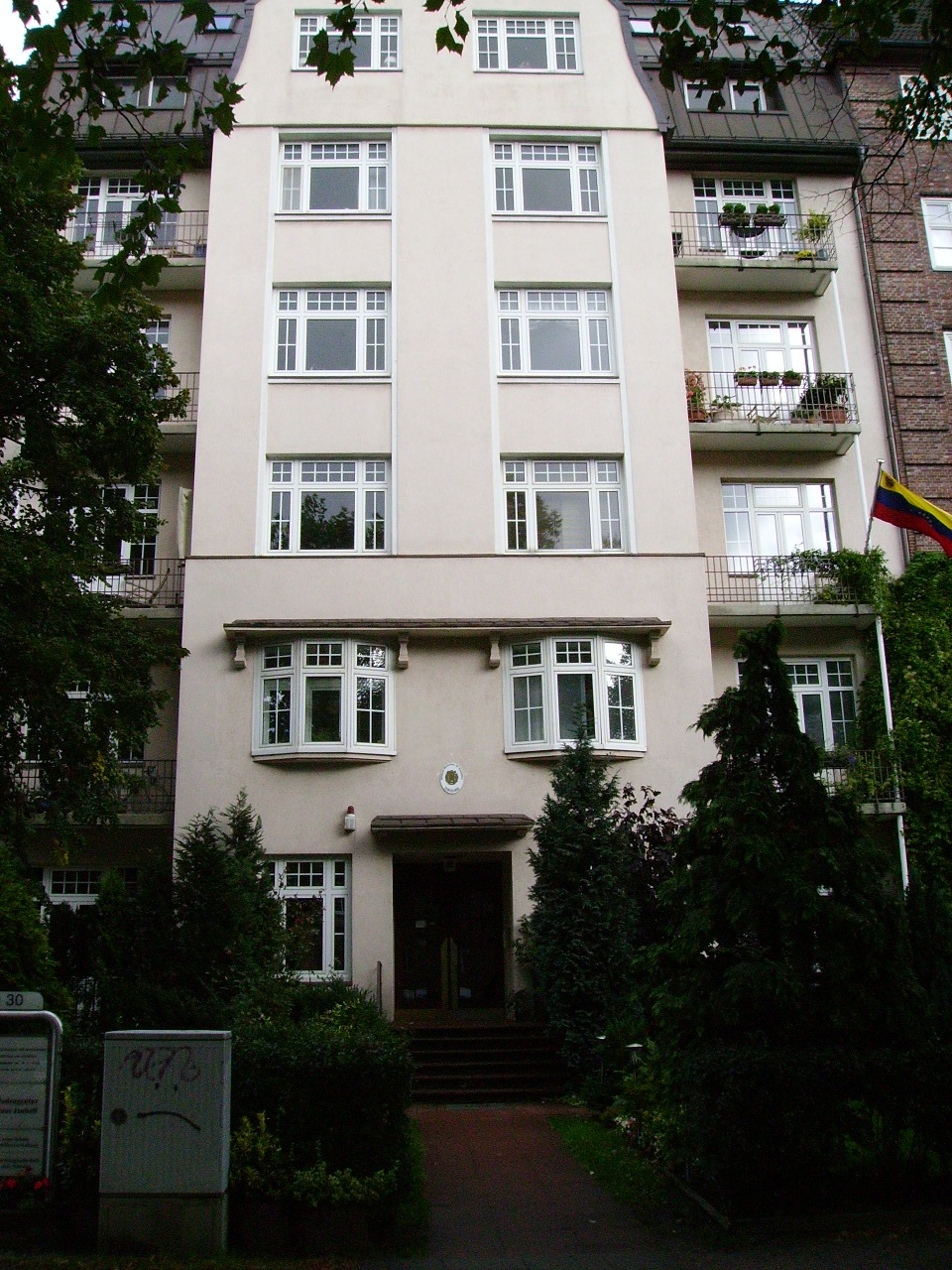
Consulat général à Hambourg.
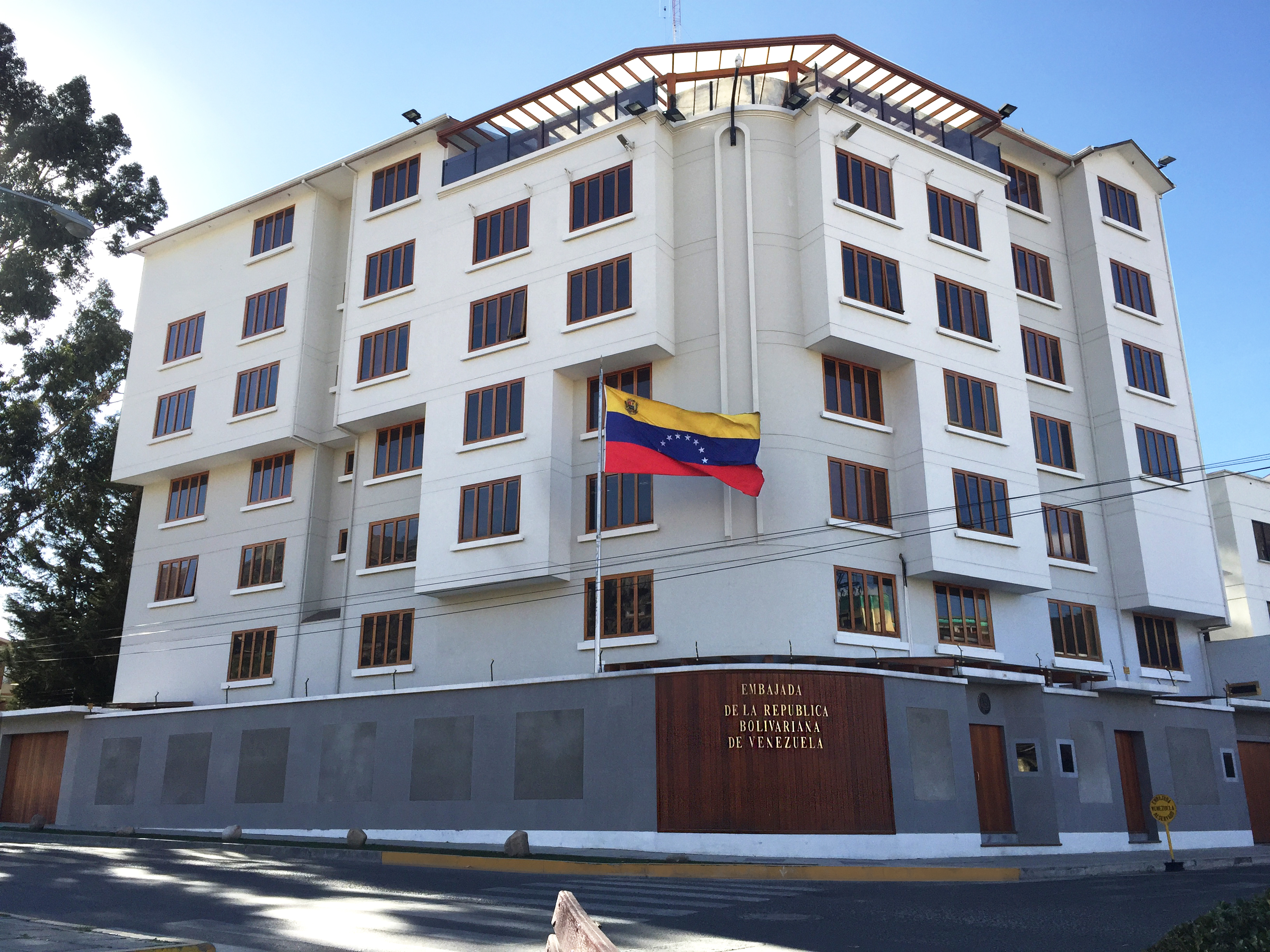
Ambassade à La Paz.
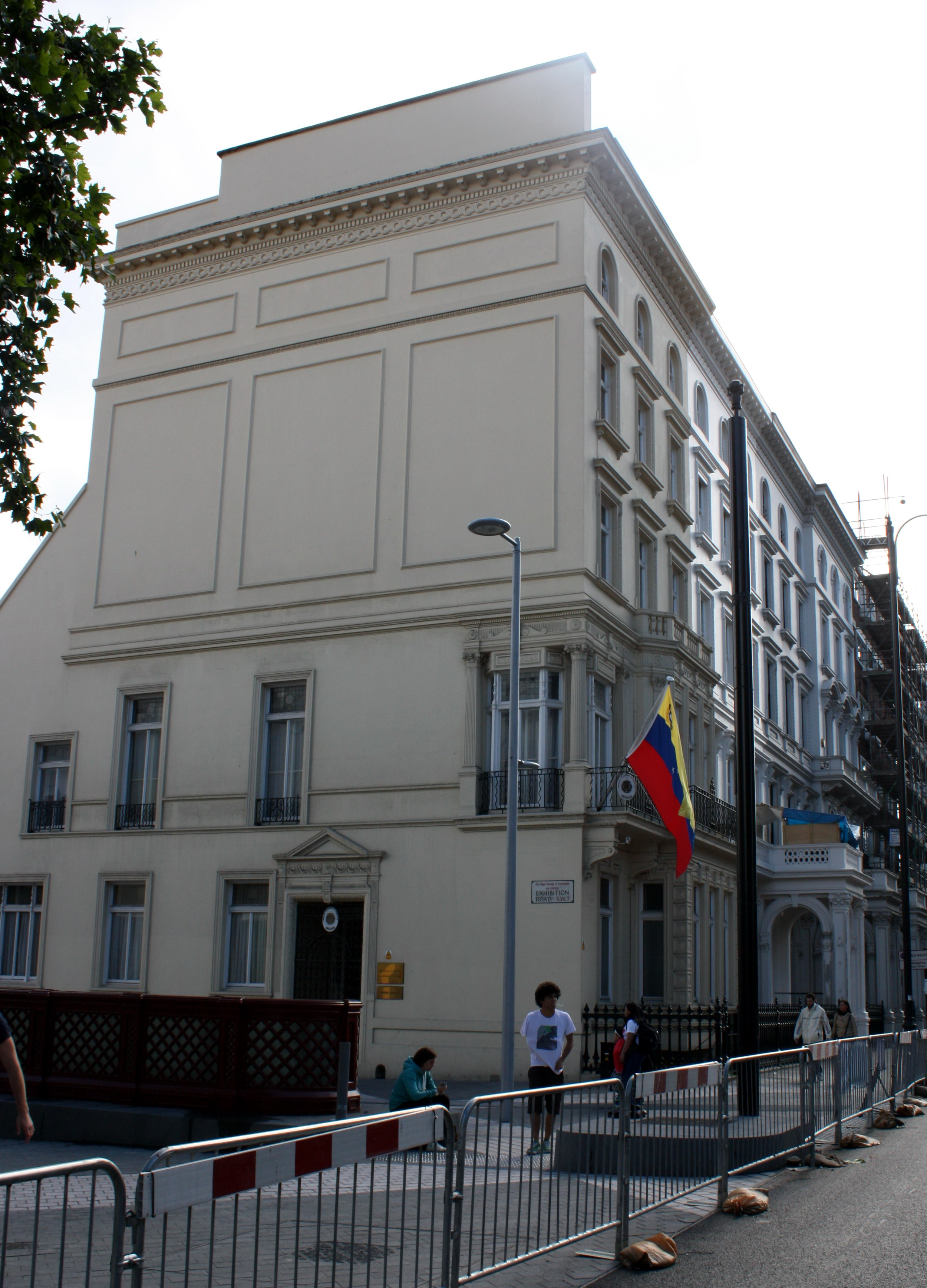
Ambassade à Londres.
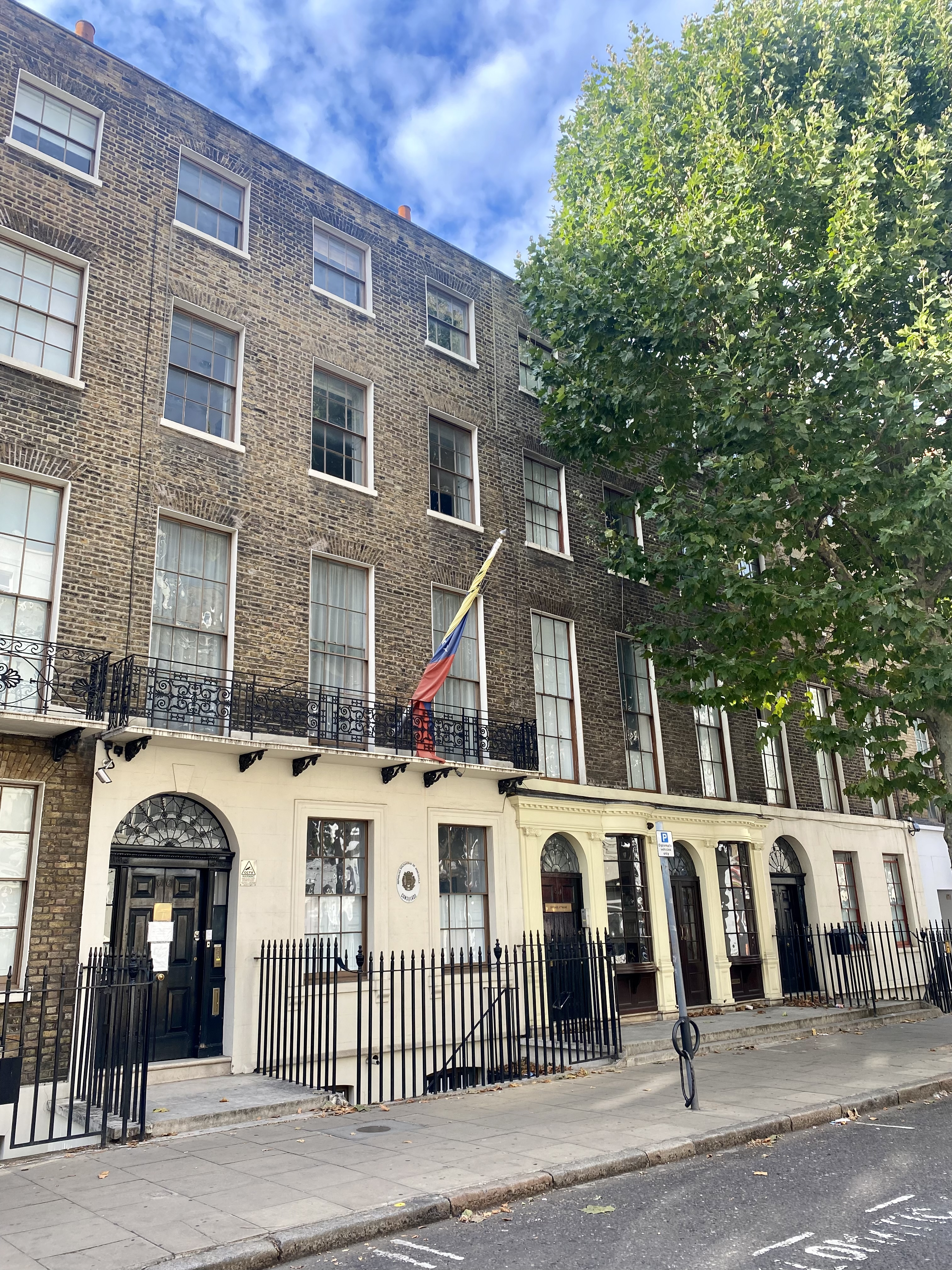
Consulat général à Londres.
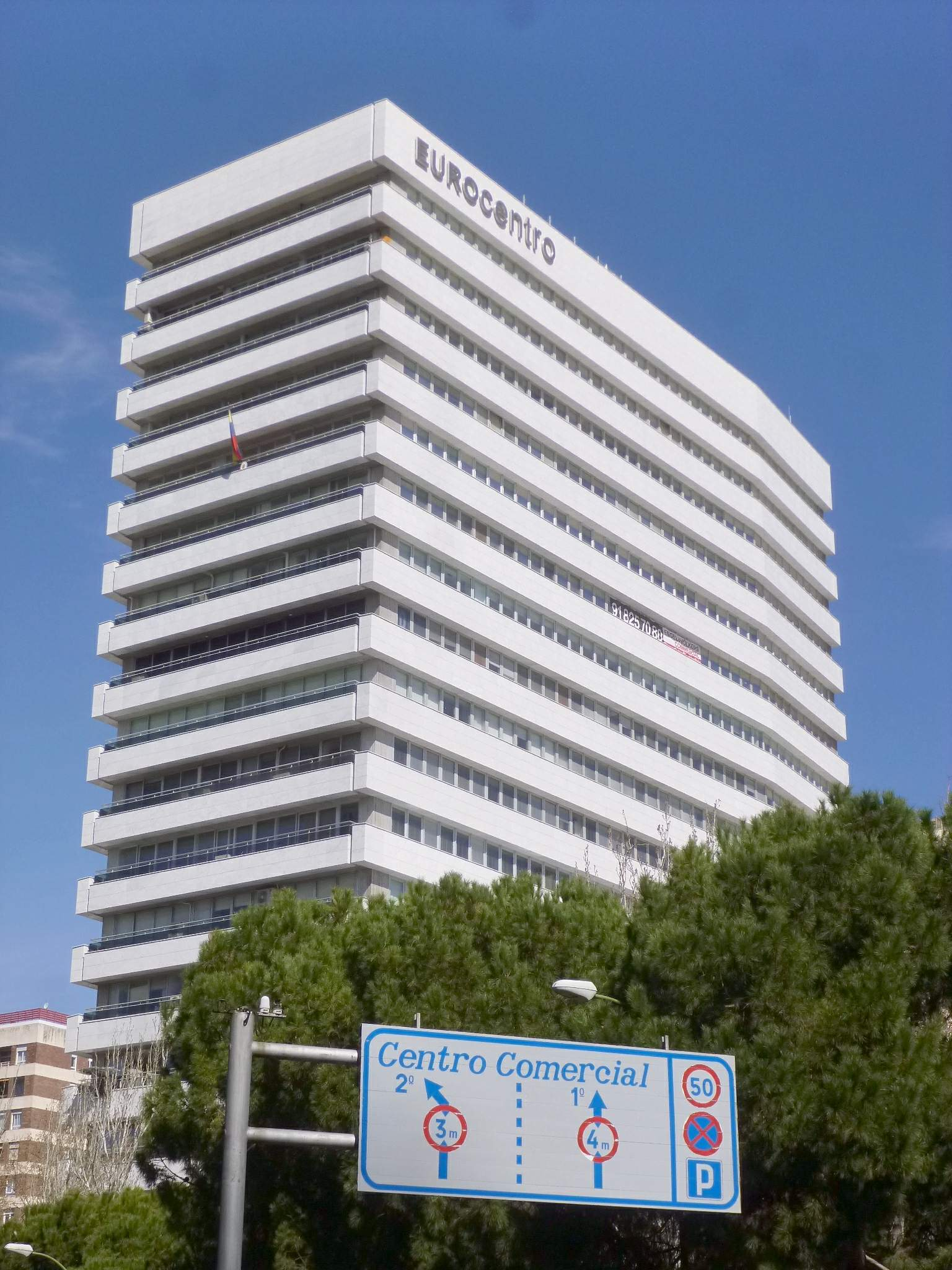
Ambassade à Madrid.
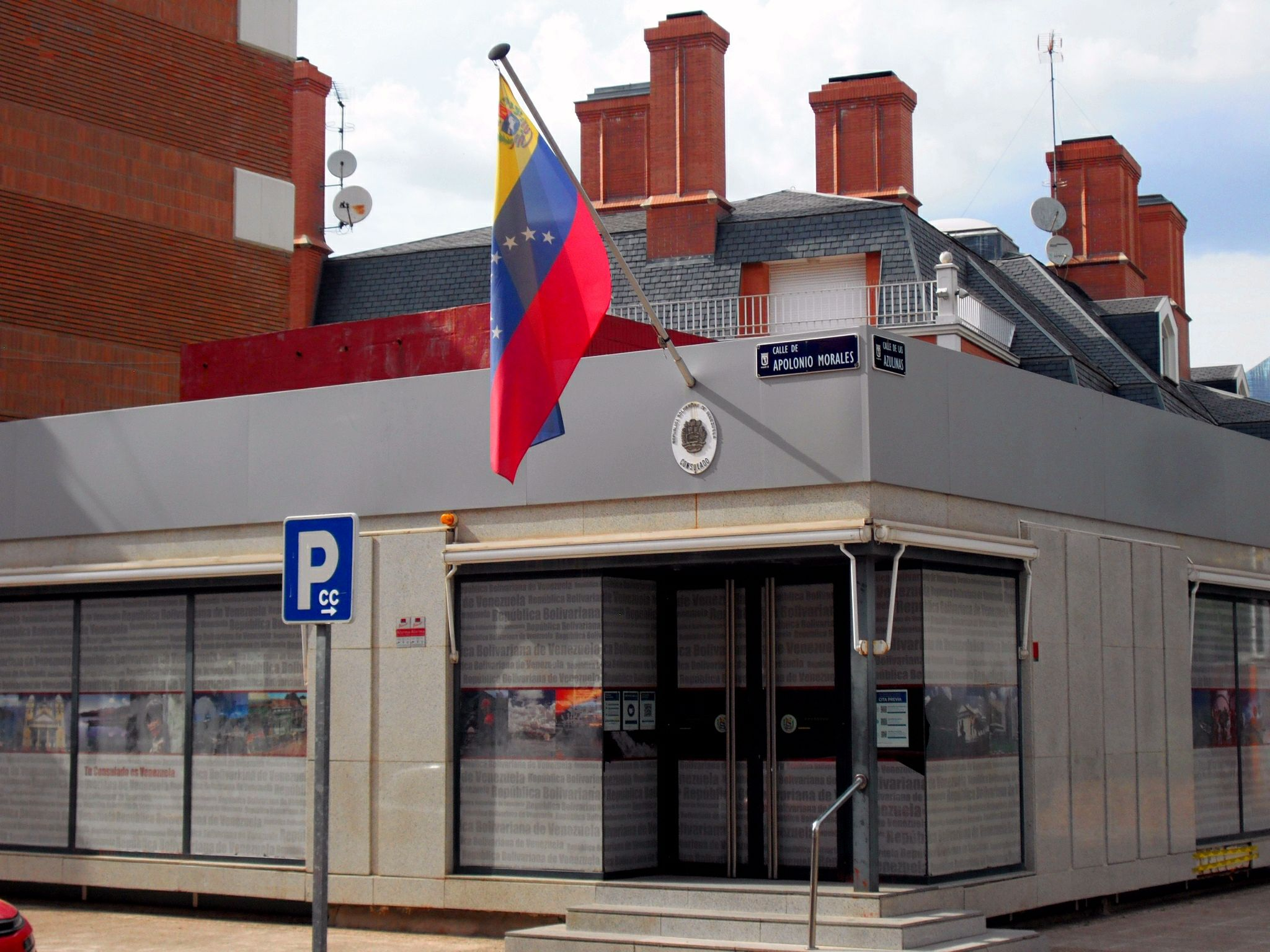
Consulat général à Madrid.
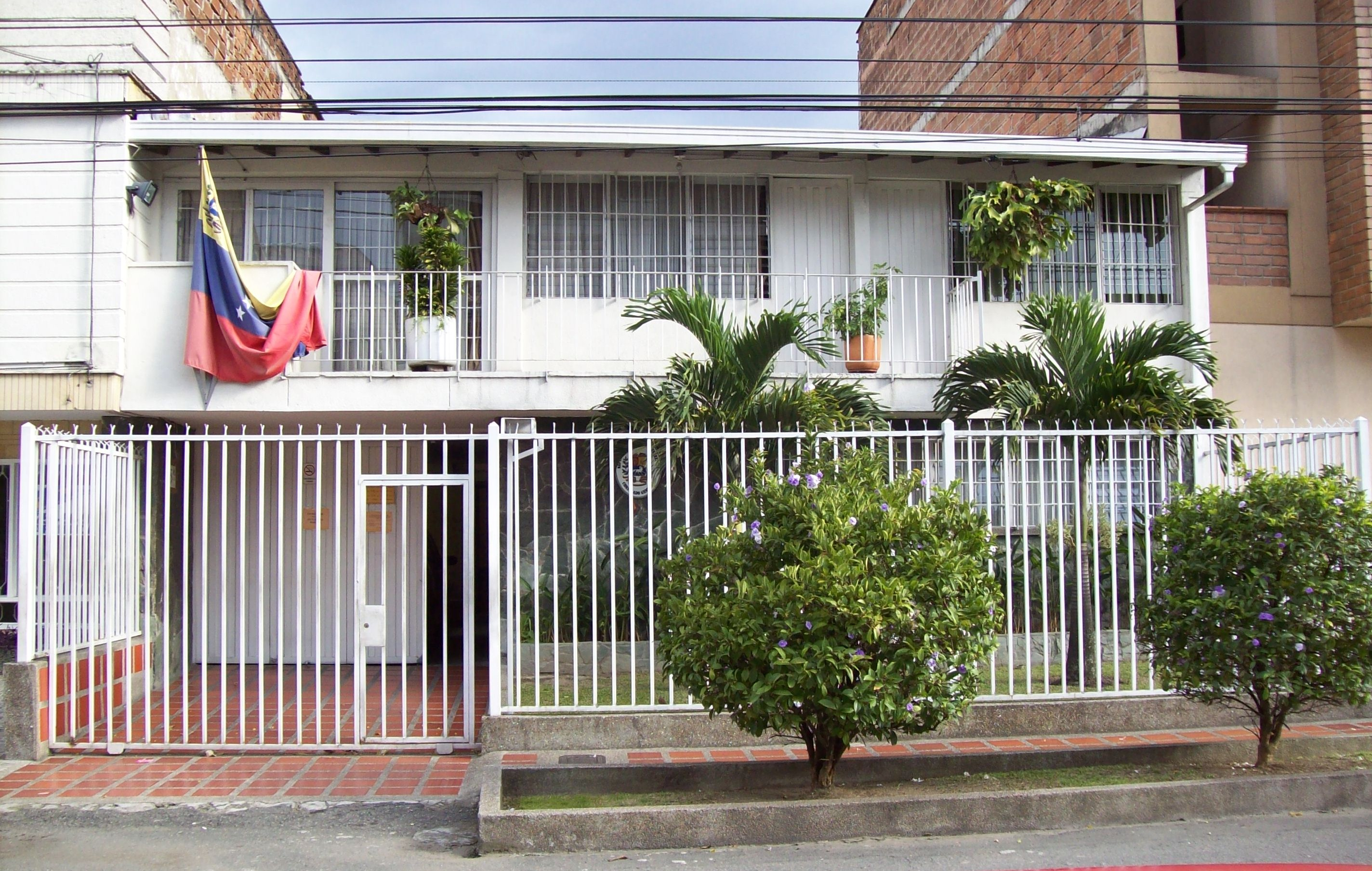
Consulat général à Medellín.
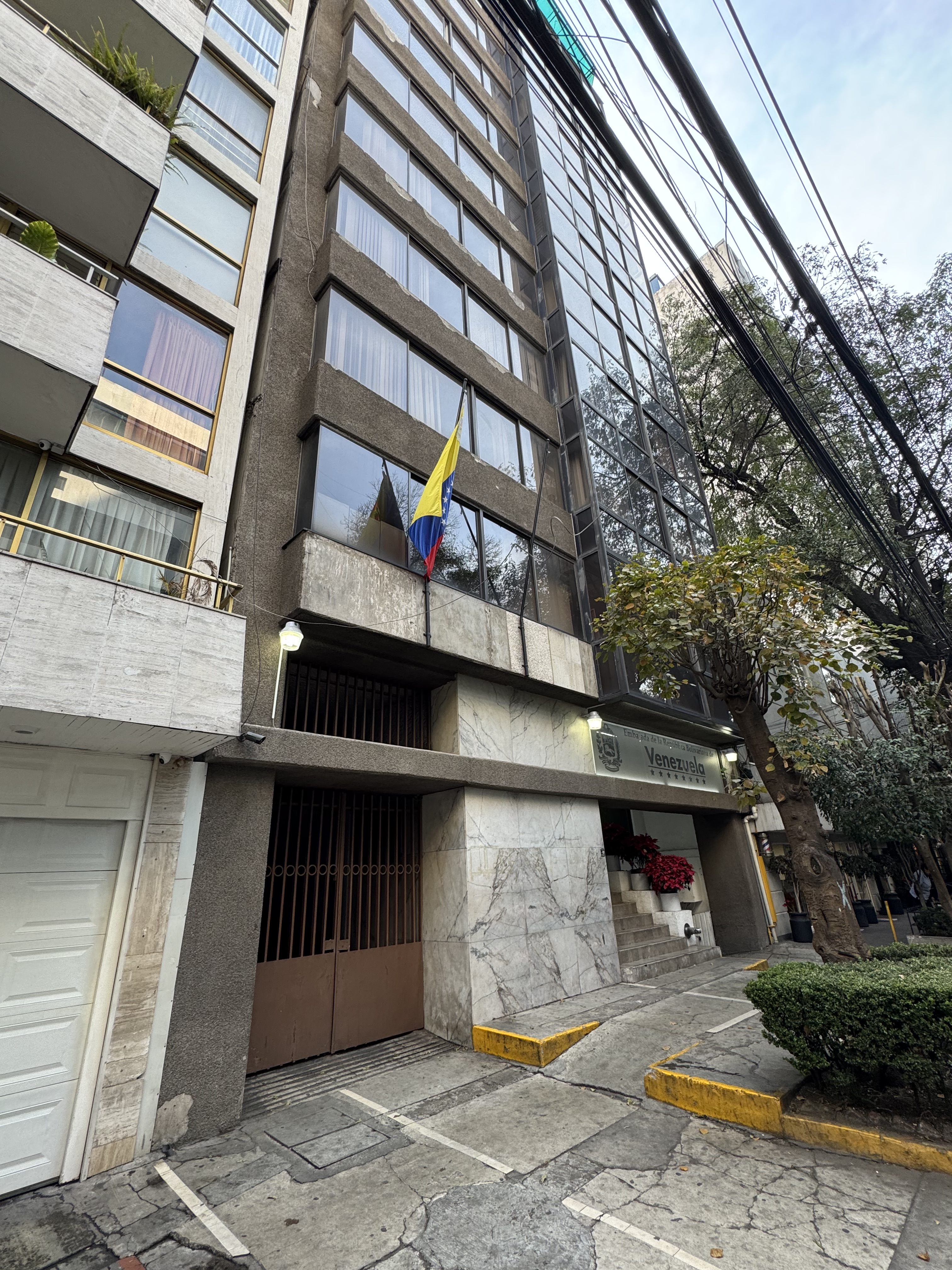
Ambassade à Mexico.
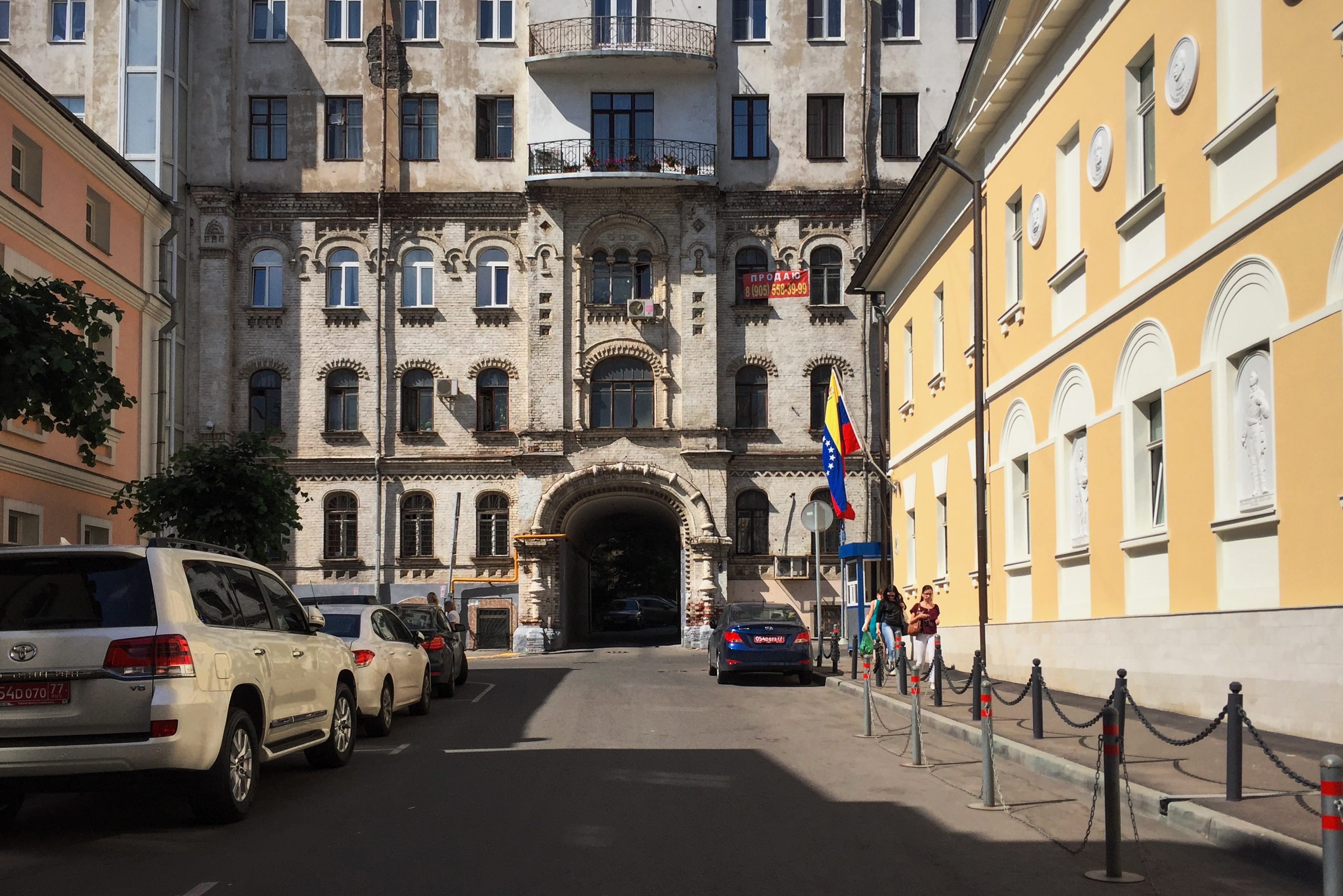
Ambassade à Moscou.
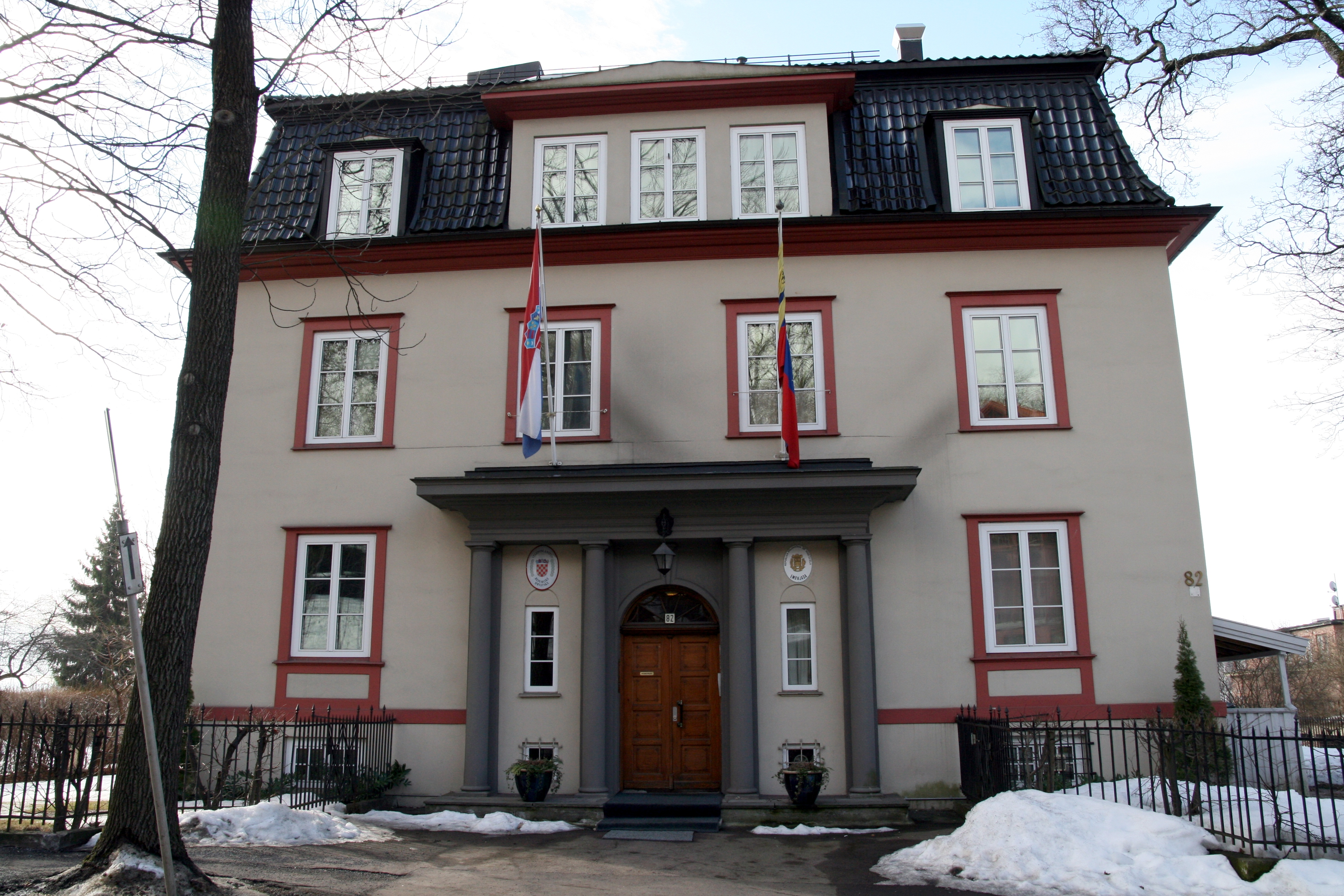
Ambassade à Oslo.
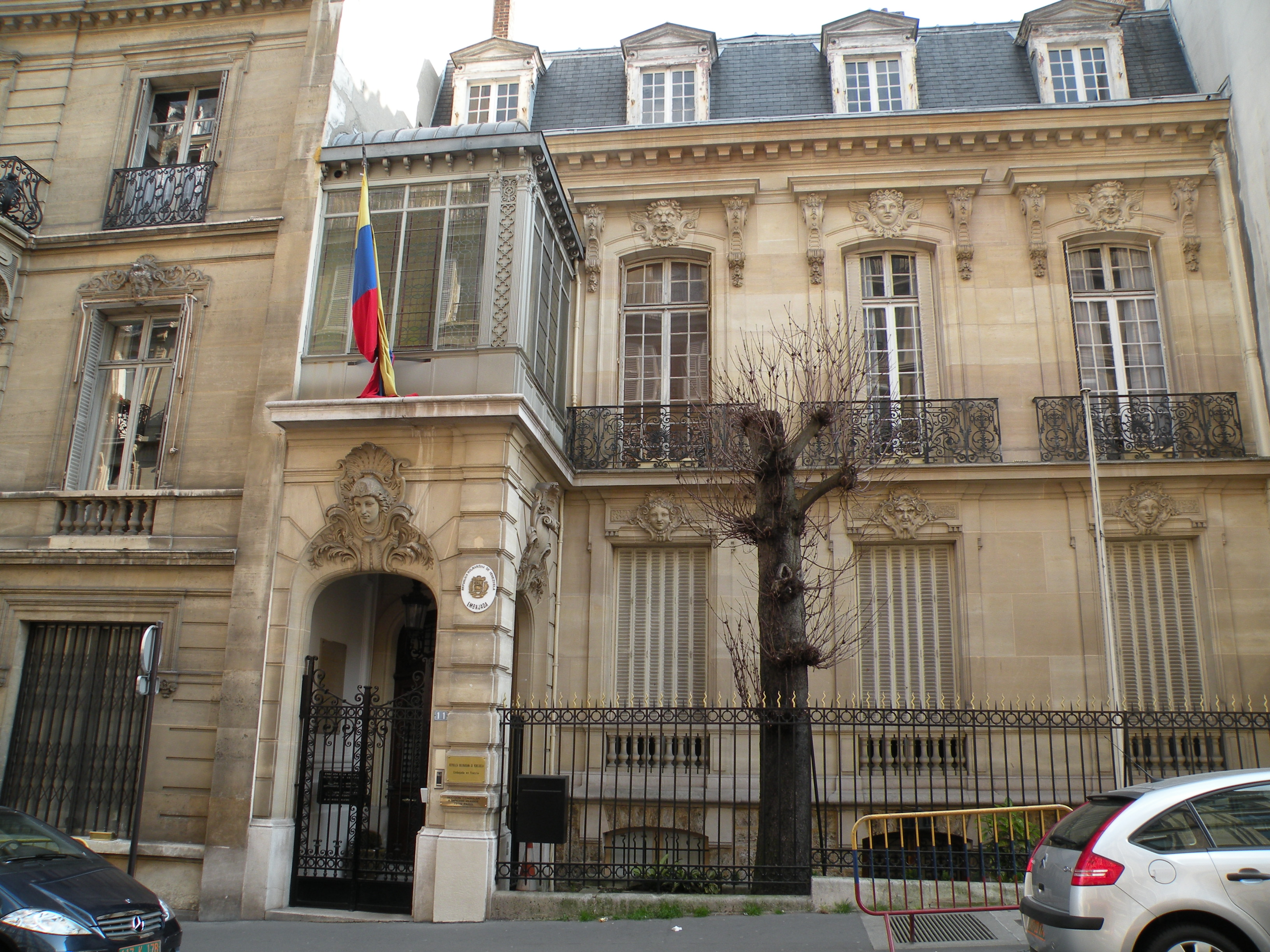
Ambassade à Paris.
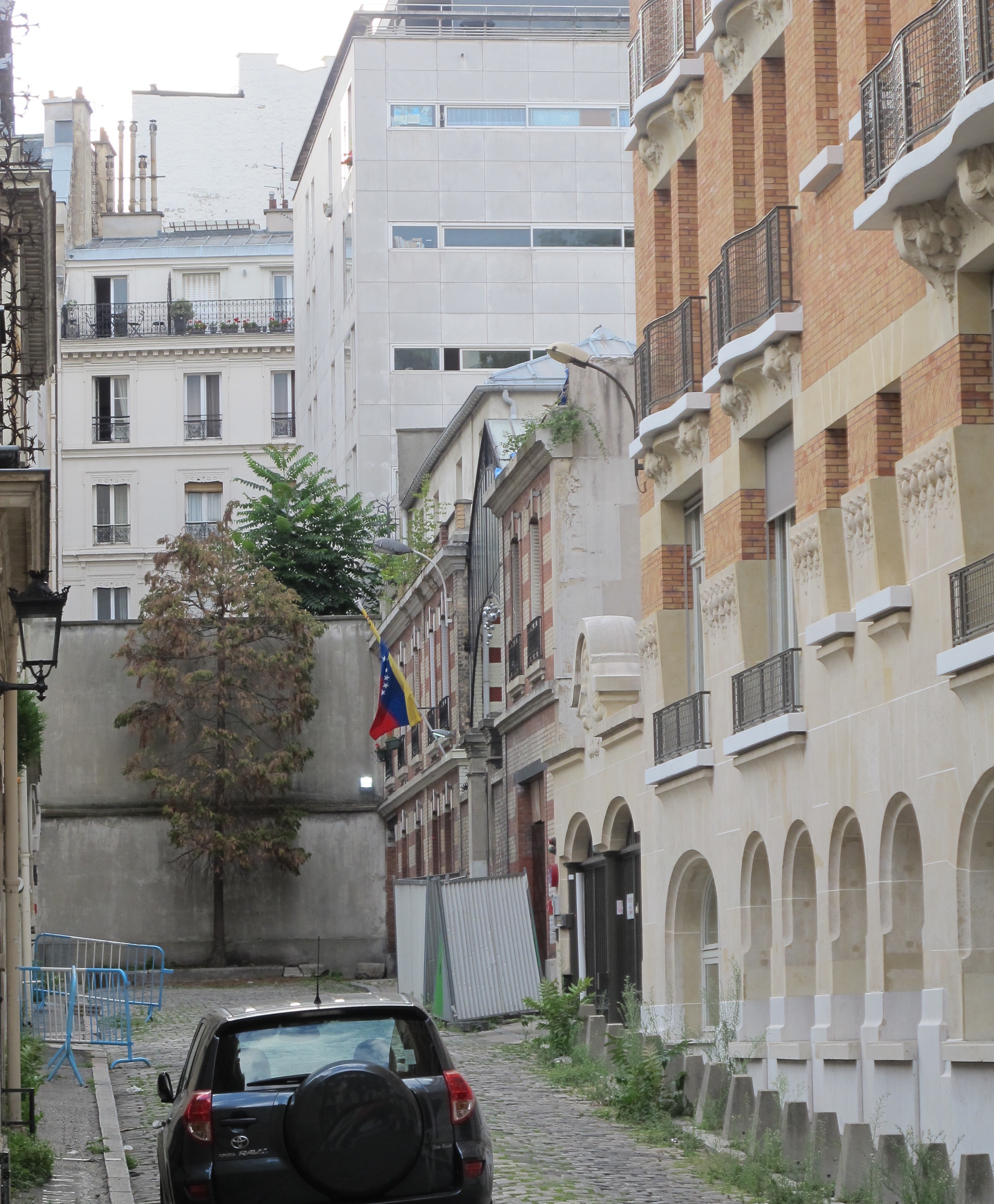
Consulat général à Paris.
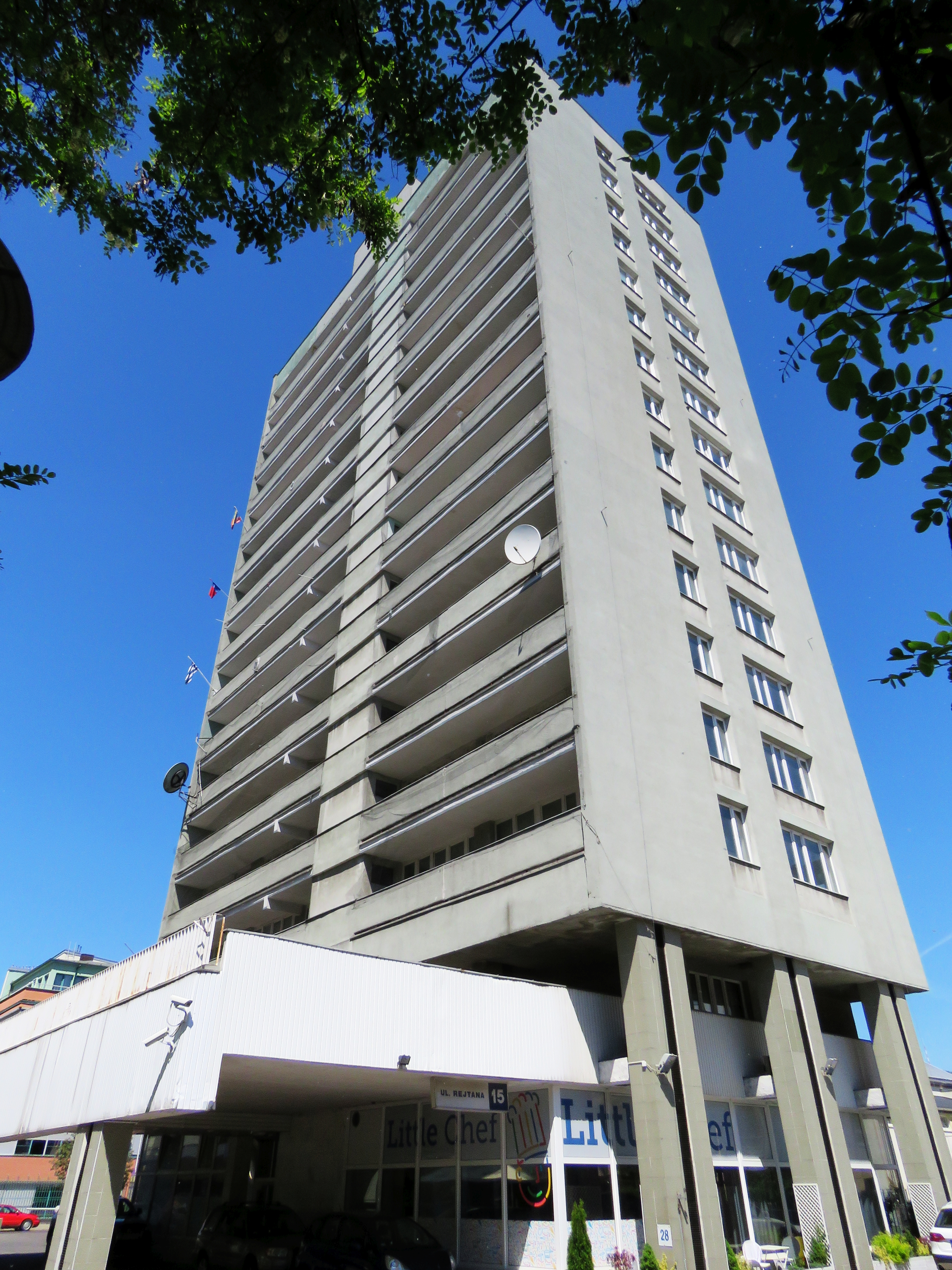
Ambassade à Varsovie.